# توجه جنسي
التوجه الجنسي (بالإنجليزية: Sexual orientation)‏ هو نمط مستمر من الانجذاب الرومانسي أو الجنسي (أو كليهما) لأشخاص من الجنس الآخر أو من نفس الجنس أو لكلا الجنسين. تتضمن هذه الانجذابات بشكل عام المغايرة الجنسية والمثلية الجنسية وازدواجية الميول الجنسية، في حين تُعرف اللاجنسية (انعدام الانجذاب الجنسي للآخرين) أحياناً على أنها الفئة الرابعة.
إن هذه الفئات هي جوانب لطبيعة أكثر دقة عن الهوية الجنسية ومصطلحاتها. على سبيل المثال، قد يستخدم الناس تسميات أخرى مثل "جامع جنسي" أو "متعدد جنسي"، أو قد لا يستخدموا أي تسميات على الإطلاق. وفقاً لجمعية علم النفس الأمريكية فإن التوجه الجنسي "يشير أيضاً لإحساس الشخص بهوية تستند على تلك الانجذابات وعلى سلوكيات متعلقة وعلى عضوية في مجتمع يتشارك فيه الآخرون الانجذابات ذاتها.  Androphilia  وشبق هي المصطلحات المستخدمة في العلوم السلوكية لوصف التوجه الجنسي كبديل عن التصور المفاهيمي لثنائية الجنس. "Androphilia" تصف الانجذاب الجنسي إلى الذكورة، أما "شبق"  تصف الانجذاب الجنسي إلى الأنوثة. يتداخل مصطلح "التفضيل الجنسي" بشكل كبير مع التوجه الجنسي، ولكنه يجري تميزه عموماً في الأبحاث النفسية. الشخص الذي يُعرّف نفسه على أنه مزدوج الميول الجنسي، على سبيل المثال، قد يفضل جنسياً أحد الجنسين على الآخر. كما قد يوحي "التفضيل الجنسي" بدرجة من الاختيار الطوعي، لكن الإجماع العلمي يؤكد أنَّ التوجّه الجنسي ليس اختياراً.

## التعاريف والتمييز بين الهوية الجنسية والسلوك الجنسي

### نظرة عامة
يُعرّف التوجه الجنسي تقليديًا على أنه يشمل الغيرية الجنسية، وازدواجية التوجه الجنسي، والمثلية الجنسية، في حين تعدّ اللاجنسية الفئة الرابعة من التوجه الجنسي من قبل بعض الباحثين، والتي عُرفت على أنها غياب التوجه الجنسي التقليدي. يُصنف الشخص اللاجنسي بأنه من لا يشعر بالانجذاب الجنسي للآخرين، أو يشعر به بدرجة ضئيلة جدًا. يُنظر إليه أحيانًا على أنه يفتقد للتوجه الجنسي، وهناك جدل كبير حول كونه توجهًا جنسيًا أم لا.
تتضمن معظم تعريفات التوجه الجنسي عنصرًا نفسيًا، مثل اتجاه الرغبات الجنسية للفرد، أو عنصرًا سلوكيًا يركز على جنس الشريك/الشركاء الجنسيين للفرد. يفضل البعض ببساطة اتباع تعريف الفرد لنفسه أو هويته. يؤكد الفهم العلمي والمهني أن «الجاذبية الأساسية التي تشكل أساس الميول الجنسي لدى البالغين تظهر عادةً بين منتصف الطفولة والمراهقة المبكرة». يختلف التوجه الجنسي عن الهوية الجنسية من ناحية أنه يشمل العلاقات مع الآخرين، بينما الهوية الجنسية مفهوم متعلق بالذات.
تؤكد الجمعية الأمريكية لعلم النفس أن «التوجه الجنسي يشير إلى نمط ثابت من الانجذاب العاطفي والرومنسي و/أو الجنسي للرجال أو النساء أو الجنسين معًا، وأن هذا النطاق من السلوكيات وحالات الانجذاب قد وُصف في ثقافات وأمم مختلفة في جميع أنحاء العالم. تستخدم العديد من الثقافات تسميات الهوية لوصف الأشخاص الذين يعبرون عن حالات الانجذاب تلك. تشمل أكثر التسميات شيوعًا في الولايات المتحدة، المثليات/lesbians (النساء المنجذبات للنساء) والمثليين/gay men (الرجال المنجذبون للرجال) ومزدوجي الميول الجنسية/bisexual (الأشخاص المنجذبون للجنسين). ومع ذلك، قد يستخدم بعض الأشخاص تسميات مختلفة أو لا يستخدمون أي تسمية على الإطلاق». يذكرون أيضًا أن التوجه الجنسي «يختلف عن المكونات الأخرى للجنس والنوع الاجتماعي/الجندر، بما في ذلك الجنس البيولوجي (الخصائص التشريحية والفسيولوجية والوراثية المرتبطة بالذكورة أو الأنوثة) والهوية الجندرية (الشعور النفسي بالذكورة أو الأنوثة) والأدوار الاجتماعية الجندرية (الأعراف الثقافية التي تحدد السلوك الأنثوي والمذكر)».
ترتبط الهوية الجنسية والسلوك الجنسي ارتباطًا وثيقًا بالتوجه الجنسي، ولكن هناك فروق بينهما، إذ تشير الهوية الجنسية إلى مفهوم الفرد عن نفسه، ويشير السلوك إلى الأفعال الجنسية الفعلية التي يمارسها الفرد، أما التوجه الجنسي فيتعلق «بالخيالات والعلاقات والعواطف». قد يعبر الأفراد أو لا يعبرون عن ميولهم الجنسية في سلوكياتهم. يُطلق على الأشخاص الذين لديهم ميول جنسية غير مغايرة (مثلي أو مثلية أو مزدوجي الميول) لا تتوافق مع هويتهم الجنسية أحيانًا اسم «منغلقين». يُمكن أن يعكس المصطلح، مع ذلك، سياقًا ثقافيًا محددًا ومرحلة انتقالية معينة في المجتمعات التي تتعامل تدريجيًا مع إدماج الأقليات الجنسية. وفي الدراسات المتعلقة بالتوجه الجنسي، وعند التعامل مع مدى تطابق حالات انجذاب الشخص وسلوكياته وهويته الجنسية، يستخدم العلماء عادة مصطلحات التوافق أو عدم التوافق. وعليه، يُمكن القول إن المرأة التي تنجذب إلى نساء أخريات، لكنها تصنف نفسها على أنها مغايرة جنسيًا ولا تقيم علاقات جنسية إلا مع الرجال، تعاني من عدم التوافق بين توجهها الجنسي (مثلية) وهويتها وسلوكياتها الجنسية (مغايرة جنسيًا).
يُستخدم مصطلح الهوية الجنسية أيضًا لوصف إدراك الشخص لجنسه نفسه، وليس توجهه الجنسي. يُعد مصطلح التفضيل الجنسي مشابهًا في المعنى لمصطلح التوجه الجنسي، وغالبًا ما يستخدم المصطلحين بشكل متبادل. تشير الجمعية الأمريكية لعلم النفس إلى أن التفضيل الجنسي يوحي بدرجة من الاختيار الإرادي. صنفت لجنة شؤون المثليين والمثليات التابعة للجمعية الأمريكية لعلم النفس هذا المصطلح ضمن صياغة تعزز «التحيز المغاير». استُحدث مصطلح التوجه الجنسي من قبل عالم الجنس جون موني ليحل محل التفضيل الجنسي، بحجة أن الانجذاب لا يُعد بالضرورة مسألة اختيار حر.

## الأسباب
لم تُحدد الأسباب الدقيقة التي تؤدي إلى تطور توجه جنسي معين. أجريت العديد من الأبحاث لتحديد تأثير العوامل الوراثية، والفعل الهرموني، وديناميكيات النمو، والتأثيرات الاجتماعية والثقافية، ما أدى إلى اعتقاد الكثيرين بأن العوامل البيولوجية والبيئية تلعب دورًا معقدًا في تشكيلها.

### البيولوجيا
حددت الأبحاث عدة عوامل بيولوجية قد ترتبط بتطور التوجه الجنسي، بما في ذلك الجينات وهرمونات ما قبل الولادة وبنية الدماغ. لم يُحدد سبب تحكم واحد، وما زال البحث جاريًا في هذا المجال.
يعتقد الباحثون عمومًا أن التوجه الجنسي لا يُحدد بعامل واحد، بل بمجموعة من المؤثرات الجينية والهرمونية والبيئية. تلعب العوامل البيولوجية دورًا معقدًا يشتمل على تفاعل بين العوامل الوراثية والبيئة المبكرة للرحم، ويميل الباحثون إلى تفضيل النماذج البيولوجية لتفسير سبب التوجه الجنسي. تتوفر أدلة أكثر بكثير لدعم الأسباب البيولوجية غير الاجتماعية للتوجه الجنسي مقارنة بالأسباب الاجتماعية، خاصةً بالنسبة للذكور. لا يعتقد العلماء أن التوجه الجنسي اختيار، ويعتقد بعضهم أنه يتحدد عند الحمل. تسعى الأبحاث العلمية الحالية إلى إيجاد تفسيرات بيولوجية لتبني توجه جنسي معين، وقد وجت الدراسات العلمية عددًا من الاختلافات الإحصائية البيولوجية بين المثليين والمغايرين جنسيًا، والتي قد تنجم عن نفس السبب الكامن وراء التوجه الجنسي نفسه.

### العوامل الجينية
هناك علاقة محتملة بين الجينات وتطور التوجه الجنسي. تشير دراسة التوائم لعام 2001 إلى أن الجينات لا تُعد عاملًا رئيسيًا، بينما خلصت دراسة توائم أخرى أجريت عام 2010 إلى أن الميل الجنسي المثلي يُفسّر بعوامل وراثية وبيئية معًا. ومع ذلك، فإن التصميم التجريبي لدراسات التوائم المتاحة يجعل تفسير نتائجها أمرًا صعبًا.
أجرت عدة مجموعات مستقلة من الباحثين في عام 2012، دراسة ارتباط شاملة على مستوى الجينوم لاتجاه الميول الجنسي للذكور. اكتُشف ارتباط جوهري بالمثلية الجنسية مع جينات على كروموسوم Xq28 والكروموسوم 8 في المنطقة المحيط بالجسيم المركزي. خلص المؤلفون قائلين إن «نتائجنا، التي تؤخذ في سياق العمل السابق، تشير إلى أن التباين الجيني في كل من هذه المناطق يساهم في تطور السمة النفسية المهمة للتوجه الجنسي للذكور». كانت تلك أكبر دراسة حول الأساس الجيني للمثلية الجنسية حتى الآن، وقد نُشرت على الإنترنت في نوفمبر 2014.
خلصت دراسة الترابط الجينومي الكامل في أغسطس 2019، وشملت 493,001 فرد، إلى أن مئات أو آلاف المتغيرات الجينية تساهم في السلوك المثلي لدى الجنسين، مع ارتباط ملحوظ بخمسة متغيرات على وجه الخصوص. أكدت الدراسة أنه على عكس دراسات الارتباط الوراثي التي وجدت ارتباطًا كبيرًا بين التوجه الجنسي والمتغيرات على كروموسوم X، لم تجد الدراسة أي زيادة في الإشارة (ولا أي متغيرات فردية ذات دلالة إحصائية على مستوى الجينوم) على موقع Xq28 أو على بقية كروموسوم X.

### الهرمونات
تنص النظرية الهرمونية للجنسانية على أن التعرض لهرمونات معينة يلعب دورًا في تمايز جنس الجنين، كما يؤثر التعرض الهرموني أيضًا على التوجه الجنسي الذي يظهر لاحقًا لدى البالغين. يمكن اعتبار الهرمونات الجنينية إما التأثير الأساسي على التوجه الجنسي للبالغين أو كعامل مساعد يتفاعل مع الجينات أو الظروف البيئية والاجتماعية.
بالنسبة للبشر، فإن المعيار هو امتلاك الإناث لكروموسومين جنسيين X، بينما يمتلك الذكور كروموسوم X واحد وواحد Y. بما أن مسار النمو الافتراضي للجنين البشري هو أنثى، فإن كروموسوم Y هو الذي يحفز التغييرات اللازمة للتحول إلى مسار النمو الذكري.  تُدفع هذه العملية التفاضلية بواسطة هرمونات الأندروجين، وخاصة التستوستيرون ودهيدروتستوستيرون (DHT). تكون الخصيتان المشكلتان حديثًا في الجنين مسؤولة عن إفراز الأندروجينات، والتي ستتعاون في دفع التمايز الجنسي للجنين النامي، بما في ذلك دماغه، وينتج عن ذلك اختلافات جنسية بين الذكور والإناث. دفعت هذه الحقيقة بعض العلماء إلى اختبار تأثيرات تعديل مستويات التعرض للأندروجين في الثدييات أثناء الجنين والحياة المبكرة بطرق مختلفة.

## النظر النفسي والاجتماعي
أثبتت معظم الدراسات العلمية الحديثة أن الأغلبية من الناس يكونون ذو توجه جنسي مغاير، ولكن المثلية تكون ما بين الـ2.8-9% بين الرجال وتسمى اللواط، والـ1-5% في النساء وتسمى السحاق (وهذه الأرقام تختلف من منطقة إلى أخرى).
وقبل عام 1973 كانت المثلية الجنسية مُدرجًا في قائمة الاضطرابات النفسية في الكتيّب التشخيصي والإحصائي للاضطرابات النفسية Diagnostic and Statistical Manual of Mental Disorders، والذي يُعتبر المصدر الرئيسي لتشخيص الاضطرابات النفسية في أمريكا وفي أغلب دول العالم.
إلا أن ضغوط جمعيات المثليين جنسيا قد تسببت في تشكيل لجنة لمراجعة موقف الكتيّب من المثلية الجنسية، وكانت تلك اللجنة خالية تمامًا من أي عالم معتقد بأن المثلية الجنسية اضطراب نفسي. وقررت اللجنة بسرعة لم يسبق لها مثيل في مثل هذه الحالات وبتعدّي الكثير من القنوات الشرعية المعتادة حذف المثلية الجنسية كاضطراب نفسي من الكتيب التشخيصي، إلا أنها احتفظت في الكتيب بحالة تعرف بـ ego-dystonic homosexuality والتي تُعرف بأنها عدم رضا الشخص عن اتجاهه الجنسي بحيث يسبب له ألما نفسيا شديدا، ولكن سرعان ما اختفى حتى ذلك التعريف من الكتيب.
ومع ذلك، فإن إحدى الإحصائيات التي تمت بعد حذف المثلية الجنسية من الكتيب بأربع سنوات قد كشفت عن اعتقاد 69% من الأطباء النفسيين بالولايات المتحدة بأن المثلية الجنسية «تكيّف مرضي»، كما أن إحصائية أخرى أحدث عمرًا قد كشفت عن اعتقاد أغلب علماء النفس في العالم بأن ممارسة المثلية الجنسية هي علامة من علامات المرض النفسي.[بحاجة لمصدر]

## البنية الاجتماعية والمجتمعات الغربية
بسبب كون التوجه الجنسي معقداً وذو أبعاد متعددة، ذكر بعض الأكاديميين والباحثين خصوصاً في مجال دراسات أحرار الجنس بأن التوجه الجنسي ذو سمة تاريخية وبنيوية اجتماعية. في عام 1976 جادل الفيلسوف والمؤرخ الفرنسي ميشيل فوكو في كتابه «تاريخ النشاط الجنسي» أن المثلية الجنسية باعتبارها هوية لم تكن موجودة في القرن الثامن عشر. وعوضاً عن ذلك تحدث الناس عن «اللواط» وهي يشير إلى أفعال جنسية. كان اللواط جريمة غالباً ما تم تجاهلها، ولكن عوقب عليها بشدة في بعض الأحيان. حيث كتب: «النشاط الجنسي هو من اختراع الدولة الحديثة والثورة الصناعية والرأسمالية».
يجادل البعض على أن التوجه الجنسي بمفهومه تطور في الدول الغربية الصناعية، وهناك جدل فيما يتعلق بعالمية تطبيق المفهوم في المجتمعات أو الثقافات الأخرى. تختلف المفاهيم الغيرغربية حول النشاط الجنسي الذكري بشكل أساسي من الطريقة التي يُنظر ويُصنف بها النشاط الجنسي تحت المنظومة الغربية للتوجه الجنسي. [هل المصدر موثوق به؟] كما تم التشكيك في صحة مفهوم التوجه الجنسي ضمن المجتمع الغربي الصناعي بتعرّيفه في الغرب على أنه ظاهرة بيولوجية بدلاً من بناء اجتماعي خاص بمنطقة وفترة ما.
غالباً ما يجري استخدام مصطلحات مثل المغايرة الجنسية والمثلية الجنسية في الثقافات الأوروبية والأمريكية في سياق يُشمل الهوية الاجتماعية لشخص ما بما في ذلك الذات والشخصية. في الثقافات الغربية، يتحدث بعض الناس بطريقة معنوية عن هويات المثليين والمثليات ومزدوجي الميول الجنسي. أما في ثقافات أخرى، فإن المثلية والغيرية هي تسميات لا تؤكد على كامل الهوية الاجتماعية للفرد ولا تشير إلى الانتماء لمجتمع محلي على أساس التوجه الجنسي.
يرى بعض المؤرخين والباحثين أن الأنشطة العاطفية المتعلقة بمصطلحات التوجه الجنسي مثل «مثلي» و«مغاير» تتغير بشكل كبير على مر الزمن وعبر الحدود الثقافية. على سبيل المثال، في العديد من الدول الناطقة باللغة الإنجليزية، يتم افتراض أن التقبيل من نفس الجنس وخاصة إذا ما كان بين الرجال هو علامة تشير للمثلية الجنسية، في حين يُنظر لأنواع مختلفة من التقبيل من نفس الجنس بأنها تعبيرات شائعة تدل على الصداقة في دول أخرى. وأيضاً فإن هناك العديد من الثقافات الحديثة والتاريخية التي لها احتفالات رسمية تعبّر عن التزام طويل الأجل بين الأصدقاء من نفس الجنس، بالرغم من أن المثلية نفسها هي من المحرمات داخل تلك الثقافات.

## القانون والسياسة والثيولوجيا
حذر باحثان عام 1995 بوجود: «شك جدي في ما إذا كان التوجه الجنسي مفهوم نافذ على الإطلاق»، ومحذران ضد زيادة تسييس هذا المجال.
ذكر البروفيسور مايكل كينغ بأن «الاستنتاج الذي توصل إليه العلماء من خلال التحقيق في أصول واستقرارية التوجه الجنسي هو أنه خاصية بشرية تتشكل في مرحلة مبكرة من الحياة، وهي صفة مقاومة للتغيير. يُعتبر الدليل العلمي بشأن أصول المثلية الجنسية على صلة بالنقاش الثيولوجي والاجتماعي لأنه يهدم الاقتراحات التي ترى في التوجه الجنسي اختياراً».
من الناحية القانونية، من الصعب بمكان تأسيس توجه جنسي لشخص ما سواء أكان ذلك جوهرياً أو كنوعية ثنائية. كتب أستاذ القانون ديفيد كروز عام 1999 أن: «التوجه الجنسي (ومفهوم المثلية الجنسية المتصل) قد يشير بمعقولية إلى مجموعة متنوعة من السمات المختلفة مفرداً أو مجتمعاً. ما ليس واضحاً على الفور هو ما إذا كان تصور واحد هو الأكثر ملاءمة لجميع الأغراض الاجتماعية والقانونية والدستورية».